# Anja Nielsen
Anja Nielsen (født 12. april 1975 i Kolding) er en dansk tidligere håndboldspiller og olympisk mester. Hun vandt en guldmedalje med de danske landshold under Sommer-OL 2000 i Sydney.
Hun er for tiden (2015) træner i Håndboldklubben Hogager GF, hvor hun træner klubbens seniordamer samt u18 pigerne.